# Nikolai Lopatnikoff
Nikolai Lopatnikoff (ursprünglich russisch Николай Львович Лопатников/Nikolai Lwowitsch Lopatnikow; * 16. März 1903 in Tallinn, Russisches Kaiserreich; † 7. Oktober 1976 in Pittsburgh, Pennsylvania) war ein russisch-amerikanischer Komponist, Musikpädagoge und Hochschullehrer.

## Leben

### Europa
Lopatnikoff studierte am Konservatorium Sankt Petersburg Musiktheorie und Klavier, bis seine Familie 1917 vor der russischen Revolution nach Helsinki floh. In Helsinki studierte er bis 1920 an der Sibelius-Akademie weiter.
Seine Familie hatte sich 1921 in Heidelberg niedergelassen, von wo aus er an der Technischen Hochschule Karlsruhe ein Ingenieurstudium begann und 1927 mit einem Diplom abschloss. Gleichzeitig studierte er Komposition bei Ernst Toch, Hermann Grabner und Willy Rehberg in Mannheim am dortigen Konservatorium und auch in Berlin.
In dieser Zeit entstanden das Klavierkonzert No. 1 Op. 5, das 2. Konzert für Klavier und Orchester, Op. 15 und die Sinfonie No. 1, Op. 12. Diese Sinfonie wurde von zahlreichen Orchestern in Europa und den USA und 1932 vom Philadelphia Orchestra auf Tournee gespielt. Für die „Deutsche Kammermusik Baden-Baden 1927“, einer Folgeveranstaltung der Donaueschinger Musiktage 1926, komponierte er wie auch George Antheil Stücke für mechanisches Klavier „Welte-Mignon“. Aaron Copland, der diese Aufführung am 16. Juli 1927 hörte, machte Sergei Kussewizki damit bekannt und initiierte damit einen für Lopatnikoffs Zukunft entscheidenden Kontakt. Kussewizki gab nämlich eine Orchestrierung der Stücke in Auftrag und bot Lopatnikoff eine Zusammenarbeit an. In der Folge ergab sich eine langjährige Verbindung, in der zahlreiche Werke Lopatnikoffs vom Boston Symphony Orchestra uraufgeführt wurden.

### Amerika
Nachdem er in den 1930er Jahren in Berlin und ab 1936 in London hauptsächlich als Komponist gewirkt hatte emigrierte er 1939 in die USA. Er wurde als Hochschullehrer für Komposition an das Hartt College of Music in Hartford (Connecticut), das Westchester Conservatory of Music in White Plains (New York) und letztendlich an das Carnegie Institute of Technology, die heutige Carnegie Mellon University in Pittsburgh, PA berufen. 1944 nahm er die US-amerikanische Staatsbürgerschaft an. Bis zu seiner Emeritierung 1969 lehrte er Musiktheorie und Komposition an der Carnegie Mellon. Danach zog er nach New York, wo er 1976 verstarb.
Sein Nachlass liegt in der Library of Congress. 1963 wurde er in die American Academy of Arts and Letters gewählt.

## Werkverzeichnis
- Vier Kleine Klavierstücke, Op. 1
- Praeludium und Fuge, Op. 2
- Vorspiel zu einem Drama für großes Orchester, Op. 3 (ca. 1922)
- 1. Konzert für Klavier und Orchester C-dur, Op. 5a, Uraufführung in Karlsruhe, 1927[3]
- Konzert für Klavier und Orchester, Op. 5b
- Deuxième quatuor, Quartett No. 2, Op. 6
  - Deuxième Quatuor en ut pour deux Violons, Alto et Violoncelle, Op. 6a; Leipzig: M. P. Belaïeff, 1933
- Sonatine pour piano, Op. 7 (1928); Paris: Édition Russe de Musique, 1928
- Duo für Violine und Violoncello, Op. 8; Berlin: Édition Russe de Musique
- Sonate pour violon, piano et tambour militaire, Op. 9; Berlin: Édition Russe de Musique, 1928
- Introduction et Scherzo (für Orchester), Op. 10; Paris: Édition Russe de Musique
- Sonate pour Violoncelle et Piano (Sonate für Violoncello und Klavier), Op. 11; Paris: Édition Russe de Musique
- 1. Sinfonie, Op. 12; Mainz: Schott
- Deux danses ironiques, pour piano, Op. 13; Paris: Édition Russe de Musique
- 2. Konzert für Klavier und Orchester, Op. 15 (Meinen Eltern gewidmet); Mainz: Schott ca. 1950
- 5 Kontraste für Klavier (Five Contrasts), Op. 16; Mainz: Schott ca. 1950
- 3 Stücke für Violine und Klavier (Three Pieces for Violin and Piano), Op. 17, Mainz: Schott o. J.
- Dialoge: fünf Stücke für Klavier, Op. 18 (1934); Mainz: Schott o. J.
- Danton, Oper in drei Akten, Op. 20 (nach Georg Büchner)
- Danton-Suite, Op. 21
- Variationen für Klavier (Variations for Piano), Op. 22; Mainz: Schott ca. 1950
  - Mädchenlied; Abendfrieden; Abendgang; Gute Nacht...; Mir fiel...; Im April.
- Klaviertrio (Trio en la mineur pour piano, violon et violoncelle), Op. 23
- 2. Symphonie, Op. 24
- Violinkonzert, Op. 26; New York: Associated Music Publishers, 1944
- Sinfonietta, Op. 27; New York: Associated Music Publishers, 1949
- Opus sinfonicum (für Orchester), Op. 28; New York: Leeds Music Corporation, 1951
- Sonata für Klavier No.1 in E-dur, Op. 29 (ca. 1943); New York: Associated Music Publishers, 1946
- Concertino for orchestra, Op. 30; New York: Leeds Music Corporation, 1953
- Variationen und Epilog für Violine und Violoncello, Op. 31 (ca. 1946); New York: Edward B. Marks Music Corporation, 1948
- Variationen und Epilog für Violoncello und Orchester, Op. 31a
- Sonata No. 2 for violin and piano, Op. 32
- Concerto for 2 Pianos, Op. 33; New York: Leeds Music Corporation, 1953
- Divertimento for orchestra, Op. 34; New York: Leeds Music Corporation, 1954
- Sonata for Violin and Piano No 2, Op. 32; New York: Leeds Music Corporation, 1951
- Concerto for 2 pianos and orchestra, Op. 33 (1949)
- 3. Symphony, Op. 35; New York: Leeds Music Corporation, 1951
- Quartet Nr. 3 für Streicher, Op. 36
- Intervals, 7 studies for piano, Op. 37; New York: Leeds Music Corporation, 1957
- Variazioni concertanti, op. 38, for orchestra; New York: Leeds Music Corporation, 1963
- Music for orchestra, Op. 39; New York: Leeds Music Corporation, 1960
- Music for Band, Op. 39a, Arranged by William A. Schaefer from the composer's op. 39
- Festival Overture, Op. 40; New York: Leeds Music Corporation, 1965
- Concerto for Wind Symphony Orchestra, Op. 41
- Fantasia concertante: for violin and piano, Op. 42 (1962); New York: MCA Music, 1967
- Concerto for orchestra, Op. 43 (ca. 1964); New York: C.F. Peters Corporation, 1964
- Divertimento da camera, for flute, oboe, clarinet, bassoon, horn, trumpet, violin, cello, percussion and piano, Op. 44
- Partita concertante, for chamber orchestra, Op. 45
- 4. Symphony, Op. 46

Werke ohne Opus-Nr.
- Arabesque, for two pianos, four hands (ca. 1948); New York: Associated Music Publishers, 1948
- Arabesque for violoncello or bassoon and piano (ca. 1950); New York: Leeds Music Corporation, 1950
- Arietta, for violin and piano; New York: G. Schirmer, 1943
- C-H-A-S-E, for unidentified treble instrument and piano
- Dance piece for piano (edited by Isadore Freed) (1956)
- Dance piece for piano; Bryn Mawr, PA: Theodore Presser Co., 1956
- Eksprompt [Impromptu] and Prelude (for piano solo)
- Elegietta für Violoncello und Piano (1934); Mainz: Schott
- Gavotte (for piano solo); Paris: Les Editions de la Sirène musicale, 1929
- Melting-Pot, ballet in six scenes
- Sinfonietta for chamber orchestra (ca. 1949); New York: Music Press, 1947
- Time is Infinite Movement, for three voices (1947)
- Toccata für Klavier (Originalkomposition für mechanisches Klavier Welte-Mignon) (1927)
- Romans [Romance], for voice and piano (1923) nach einem Text von Achmatowa (Karlsruhe 1931)
- Romans [Romance], for voice and piano (1924) nach einem Text von Tiucher
- Scherzo (Originalkomposition für mechanisches Klavier Welte-Mignon) (1927)
- Variations and epilogue for cello and piano